# Жуль Мішле
Жуль Мішле́ (фр. Jules Michelet; 21 серпня 1798, Париж — 9 лютого 1874, Єр, департамент Вар, Франція) — французький історик і публіцист, представник романтичної історіографії, автор глибоко суб'єктивних трактатів про історію, суспільство, природу, що написані яскравою, стилістично витонченою мовою. Винахідник терміну «Ренесанс» (Відродження).
Ім'я Жуля Мішле маловідоме в Україні й знайоме, хіба що невеликому колу істориків та дослідників французької літератури, хоча він прихильно ставився до нашої країни, поважав її героїчне минуле, висловлював симпатії до населення — «нації козаків».
У Франції історик є досить відомою особистістю завдяки науковій діяльності, активній участі в житті французького суспільства. Його внесок в розвиток історичної науки є досить вагомим. Мішле — видатний історик і письменник. Думки, висловлені ним, залишаються актуальними й сьогодні. Жуля Мішле можна з впевненістю назвати тією людиною, що своєю діяльністю формувала французьку націю в сучасному її сенсі.

#### Дитячі та юнацькі роки
Жуль Мішле народився 21 серпня 1789 року в Парижі, в родині друкаря Жана-Фюрсі Мішле та його дружини Анжеліки-Констанції. Батьки Мішле не були корінними парижанами. Вони були родом з невеликих містечок Лан і Ранвез, що в Арденнах. Ця історична область у Франції носить традиційну назву Пікардії. Революційна ситуація, що вирувала тоді у Франції, дозволила їм стати столичними мешканцями. Свою родину Жуль Мішле називав селянською, але вона була за провінційними мірками досить заможною. Дід по батьковій лінії працював учителем у Лані, а в розпал революції разом з сином подався до Парижа.
За допомогою свого батька, який покладав на нього великі надії, Жан-Фюрсі Мішле зміг облаштуватися в столиці. У Парижі він потрапив під вплив бабувістів, прибічників ідей комунізму Гракха Бабьофа (Бабефа). Після страти Бабьофа розпочалися переслідування його прихильників, існувала загроза арешту, а може й страти за антиурядову діяльність. Але на щастя родину Мішле репресії не зачепили.
У 1800 році, коли Жулю було два роки, його родина переїхала на Монмартр, де вони тримали невеличку книжкову крамничку поряд із типографією. Упродовж подальших двох років сім'я ще декілька разів переїжджала, аж поки не поселилася на вулиці Франзес, поблизу все того ж Манмартру. У 1808 р. Жан-Фюрсі Мішле взяв у оренду стареньку крамничку скляного посуду на вулиці Сен-Пер, через що вгрузнув у борги й не зміг розрахуватися з кредиторами. Його було ув'язнено у в'язниці святої Палагеї.
Після виходу з в'язниці батька, сім'я Мішле переїхала до дешевшого помешкання на бульварі Сен-Мартен. Тут вони відкрили невелику читальню та крамницю з продажу друкованих виробів. Саме тоді маленький Жуль Мішле почав засвоювати особливості друкарської справи. Справа книготорговця й друкаря Мішле ледь жевріла, його родина ледве зводила кінці з кінцями. Бідність породила у Жуля Мішле впевненість, що всі багатії мерзотники. Ніколи Жуль Мішле не шукав щастя в грошах.
У 1810 році в Ренвезі померла бабуся по материнській лінії юного Мішле, залишивши родині дочки досить пристойний спадок. Добробут сім'ї помітно покращився. Восени того ж року 12-річний Жуль почав здобувати освіту, відвідуючи приватний пенсіон мсьє Мело. У пенсіоні у хлопця відбулися дружні знайомства, багато з яких тривали надалі роками. Найближчим другом Мішле став Поль Пуансо. Під час навчання юний Мішле почав захоплюватися історією. Він із задоволенням слухав розповіді Мело про якобінців, Марата, Робесп'єра, Наполеона І. Також Жуль дуже любив читати, серед його улюблених книг можна назвати: «Робінзона Крузо», Даніеля Дефо та «Історію Франції у віршах» Ніколя Буало.
Незважаючи на економічну скруту, в якій знову опинилася його сім'я, 14-річний Жуль перейшов до коледжу Карла Великого, де почав навчатися у метра Андріе д'Альба. Юнак досить добре вчився, незважаючи на постійні кепкування з боку однокласників через його бідний одяг, необізнаність у моді та високих манерах. Під час навчання хлопець цікавився латинською поезією, багато гуляв, особливо Жуль чомусь любив прогулюватись по цвинтарю Пер-Лашез, який став місцем спокою багатьох відомих французів. Після своєї смерті Мішле отримав вічний спокій саме в цьому місці.
Під час навчання в коледжі Жуль уважно слідкував за політичною ситуацією та обстановкою на фронті. Зазнавши поразки восени 1812 року в Росії, армія Наполеона під ударами військ союзників по антифранцузькій коаліції швидко втрачала багаторічні завоювання, відкочуючись до кордонів Франції. На початку 1814 року Жуль відчув на собі весь тягар життя в обложеному Парижі. Саме цим юнацьким страхом за себе та свою батьківщину зумовлена певна антиросійська позиція Мішле, що інколи проявляється в його працях.
6 квітня 1814 року Наполеон зрікся престолу і був засланий на Ельбу, влада перейшла до Людовіка XVIII, почалося відновлення монархії. Політичні зміни у Франції проходили на фоні особистого горя Жуля Мішле. 9 лютого 1815 року померла його мати. 16-річний Жуль дуже любив свою матір, що мала значний вплив на формування його характеру та виховання. Згодом він з гордістю заявив: «Я — син жінки!». На фоні особистої трагедії для Мішле швидко проминуло повернення до влади Наполеона, його нове зречення, відновлення династії Бурбонів.
У жовтні 1815 року Жуль перейшов до класу риторики, де відразу гарно зарекомендував себе. Наступного року хлопець, якому вже майже виповнилося 18 років, вирішив охреститися. Обряд хрещення відбувся 23 червня 1816 року в церкві Сен-Медар. Хрещена мати Мішле, мадам Фурсі, допомагаючи йому пережити біль утрати матері, стала немов би другою матір'ю для хлопця. Вона мала великий вплив на Мішле. У серпні 1816 року на випускних іспитах у коледжі, Жуль серед свої однокурсників виграв перші призи з французької словесності та перекладів на латину, та другий приз із латинської словесності. Це дало йому можливість без вступних випробувань вступити до інституту. Уже в травні 1817 року Мішле отримав ступінь бакалавра літератури. Через деякий час йому надходить пропозиція стати викладачем гуманітарних наук і риторики у навчальному закладі Тріана, яку він охоче прийняв. Пізніше він перейшов працювати до коледжу святої Варвари. Тоді він зустрів 25-річну Поліну Руссо, якій судилося відіграти важливу роль у житті історика.

#### Початок наукової діяльності
Романтичні захоплення Мішле не завадили йому успішно скласти на першу ступінь бакалавра права. У липні 1819 року Жуль захистив у Сорбонні дві докторські дисертації з літератури. Одна з них була написана французькою — «Витримки з життєписів видатних людей Плутарха», інша латиною — «De percipienda infinitate secundum Lockium» («Про сприйняття безкінечності за Локком»). Того періоду в історика виник задум написати працю, робоча назва якої «Характери народів, виражені у їхній словесності». З 1820 року Жуль Мішле активно публікував свої статті в газетах «Журналь» і «Меморіаль». Публікації Мішле захоплювали увагу читацької аудиторії, у нього з'явилися знатні шанувальники, яким подобалася творчість молодого історика.
14 лютого 1821 Жуль пережив тяжку втрату. Від туберкульозу помер його найкращий друг — Поль Пуансо. Ледве оговтавшись від утрати, Мішле повернувся до культурно-наукової роботи. Разом з Анрі Поре він узяв участь у літературному конкурсі, де здобув третє місце, його друг Анрі — перше. Але література менше цікавила Мішле, ніж історія. У 1822 Мішле почав викладати історію в колежі святої Варвари. Він з головою поринув у викладацьку та наукову діяльність. Грудень 1823 року приніс нову втрату. Померла хрещена мати Мішле мадам Фурсі, яка була йому за другу матір. Єдиною жінкою, яка підтримувала його, на той момент залишилася Поліна. У травні 1824 року 26-річний Жуль та його 32-річна наречена Поліна, яка була на шостому місяці вагітності, обвінчалися. 28 серпня 1824 у подружжя народилася дівчинка, яку назвали Адель.
Починаючи з 1820 року, Мішле опублікував історичні праці, присвячені європейському середньовіччю. Восени 1826 Мішле, якому на той час виповнилося 28 років, очолив кафедру історії та філософії в Еколь Нормаль. Але активній роботі тут завадила хвороба. Історик захворів на запалення легенів, що на той час була досить серйозною, часто смертельною хворобою. Однак завдяки природному міцному здоров'ю і догляду Поліни, Мішле одужав і незабаром повернувся до наукової діяльності. Протягом 1827 року вийшли з друку праці Мішле, присвячені античній та середньовічній історії, а також переклади і статті про Віко. Свої погляди на історію Мішле виклав у Еколь Нормаль. Його лекції відрізнялись оригінальністю і цікавістю викладу. Ім'я історика стало відомим у Франції. «Творити душі!» — стало основним педагогічним кредо діяльності Мішле. Того часу в нього зародилася філософська концепція, що історія — це драма боротьби між волею й фаталізмом. Поєднання історії та філософії буде супроводжувати майже всі його праці. Згодом з'явилися на світ дві роботи Мішле: філософська — «Вступ до загальної історії» і перший великий історичний твір — «Римська історія. Республіка». У 1828 році науковець вирушив у поїздку по Німеччині, коли він повернувся, його запросили як вчителя історії для 9-річної Луїзи-Марії-Терезії, принцеси де Беррі, онуки тогочасного французького короля Карла Х. Історик прийняв цю пропозицію, через що йому довелося перервати свою практику в Еколь Нормаль, проте наукову діяльність він не припинив. 17 листопада 1828 у Жуля та Поліни народився син, якого батько назвав Шарлем.
27 липня 1830 у Парижі спалахнула нова революція. Карл Х зі своєю родиною був змушений втекти до Великої Британії, а на престол було запрошено представника Орлеанської династії Бурбонів герцога Луї-Філіппа. Незважаючи на небезпеку для свого життя, як для прислужника старого режиму, Мішле не залишив Париж. Неочікувано він отримав пропозицію від нового короля стати викладачем історії для його 13-річної доньки — принцеси Климентини. Одночасно з цим Мішле було призначено завідувачем історичної секції королівського архіву. Також час від часу він читав лекції з історії в Еколь Нормаль. Новий режим визнав заслуги науковця.
Мішле працював над двотомником з історії Стародавнього Риму. Після поїздки до Нормандії та Бретані, а потім до Арден і Бельгії, він розпочав роботу над твором з історії Франції та її провінцій. З 1833 року Жуль Мішле став професором кафедри сучасної історії в Сорбонні. З цього моменту почала виходити в світ його багатотомна фундаментальна «Історія Франції». Згодом молодий історик очолив історичну секцію державного архіву. Після подорожі до Великої Британії у 1834 році, Мішле написав кілька робіт з історії Реформації Лютера, а також здійснив подорож до Аквітанії, де вивчав стан місцевої архівної справи. У 1836—1837 роках з'явилися нові праці Мішле — ІІІ том «Історії Франції», нарис про тамплієрів. Того часу він відвідав Німеччину, Бельгію та Голландію. Після повернення до Франції, Жуля Мішле було обрано на кафедру історії в Колеж де Франц. А в березні 1838 він став членом Французької академії наук. Улітку 1839 викладачем слов'янських мов і літератури в Колеж де Франс став видатний польський поет і громадський діяч Адам Міцкевич. Між ним і Мішле зав'язалася тісна дружба і співпраця, яка тривала до смерті Міцкевича в 1855 році.
Наприкінці 1830-х років Мішле отримав загальну відомість і популярність у Франції. Він став дуже впливовою особою в наукових і навіть політичних колах. Але тоді доля завдала сильного удару історику. 24 липня 1839 після тяжкої хвороби померла його дружина. Тіло Поліни було поховане на цвинтарі Пер-Лашез у Парижі.

#### Розквіт творчості
Після смерті дружини Жуль Мішле повністю поринув у наукову діяльність. Він продовжив читати лекції в Колеж де Франц, видав IV том «Історії Франції». Також Мішле написав праці про тамплієрів та Столітню війну. Того часу найближчим другом історика стаі його учень та помічник Альфред Дюмніль. У травні 1840 р. відбулося знайомство Мішле з матір'ю Альфреда, мадам Дюмніль, з того часу між ними зав'язалися романтичні відносини. У серпні 1841 р. вийшов у світ V том «Історії ЙФранції». Проте автор назвав цей том іменем улюбленої героїні, що наважилася кинути виклик чоловічому й почати боротьбу за визволення батьківщини — Жанна д'Арк".
31 травня 1842 р. померла мадам Дюмніль. Трагізм романтичних почуттів змусив чоловіка прийти до висновку: «Любов — сестра смерті!». У 1843 р. разом зі своїм товаришем Едгаром Кіне працював над дослідженням «Єзуїти», чим викликав невдоволення з боку громадськості й католицької церкви. Мішле був звинувачений у невір'ї, в тому, що в Колеж де Франсі він проповідував безбожництво. Через це його викладацька діяльність на деякий час була призупинена. Але історик не впав у відчай. Він написав дослідження про Людовіка ХІ Святого, випустив VI том «Історії Франції» та низку праць з історії Давнього Риму. На фоні активної наукової діяльності Мішле відзначився також численними амурними походеньками. Пізніше він навіть написав кілька філософських трактатів, присвячених жінкам. Найвідоміші серед них «Відьма», «Кохання», «Жінка». Однак жінки, які з'явилися у його житті, були не тими, з якими б він хотів назавжди пов'язати своє життя. Справжнє кохання виявилося попереду.
У 1845 р. Мішле опублікував філософський трактат «Священик, жінка й родина», яка згодом була заборонена палатою перів, самого ж історика попередили, що його діяльністю незадоволені у вищих колах. Але, не дивлячись на це, Мішле почав читати лекції про велику Французьку революцію в Колеж де Франс. Протягом 1945 року Мішле працював над новим філософським твором «Народ». Його «Народ» став певним провісником прийдешньої революції й «весни народів» у 1848 р. У своїх публічних лекціях Мішле почав трактувати історію як історію народних мас. Він вважав, що народ — головний герой історичного процесу.
Мішле, подорожуючи Францією, розповідав про ідеали Великої Французької революції, пам'ять про які намагалися знищити тогочасна Липнева монархія. Виступи Мішле проходили не тільки у Франції, але й Голландії, Бельгії, Німеччині. У 1847 р. Мішле опублікував фундаментальну роботу «Історія революції». Він читав лекції про Мірабо, Лафайєта й інших діячів революції 1789 р. У Колеж де Франс Мішле почав читати новий курс лекцій «Суспільне відновлення й революція». Але уже через два тижні адміністрація Колеж де Франс знову заборонила лекції Мішле.
24 лютого 1848 р. у Парижі спалахнула революція. Луї-Філіпп Орлеанський втік до Англії. Була проголошена республіка. 6 березня Мішле в урочистій обстановці відновив читання своїх курсів. У квітні 1848 р. вийшов у світ його твір «Народна біблія». Незабаром з'явився його черговий том «Історії революції».
12 березня 1849 р. 50-річний Жуль Мішле одружився з 23-річною Афіною Міаларе, що захоплювалася його талантом. Кохання до цієї жінки запалило серце й душу 50-річного чоловіка, надало йому нових життєвих сил.
У 1850 р. з'явилися IV і V томи «Історії революції».
А 2 липня 1850 р. Мішле знову став батьком. У вченого народився син, якого назвали Ів-Жан-Лазар. Мішле відчував, що народження сина відновило його сили до активної праці. але слідом за великою радістю прийшло велике горе. Через півтора місяця після народження хлопчик помер.
Після того, як в березні 1851 р. лекції Мішле були заборонені, він видав книгу «Золота легенда про демократію», у якій охарактеризував антинародний режим Луї-Наполеона. У червні 1851 р. відбулося знайомство Мішле з відомим російським демократом Олександром Івановичем Герценом. Під його впливом з'явилася книга «Польща і Росія. Легенда про Костюшко», а також книга «Солдати революції», що побачила світ уже після смерті автора, в 1878 році.
Мішле негативно ставився до реанімування імперії й відмовився присягнути на вірність Луї-Наполеону Бонепарту, який здійснив 2 грудня 1851 р. державний переворот. 11 квітня 1852 року історик був усунений від викладання своїх курсів у Колеж де Франс. Його праці були виключені з університетських списків, заборонені в ліцеях.
У червні 1852 р. Мішле залишив Париж і переїхав до Нанту. Тут він написав твір «Культ полеглих або могили революції», у якому стверджував, що всі завоювання революції були знищені в імперії Наполеона ІІІ. Ця книга була опублікована вже після смерті історика.
Протягом 1855 року Мішле працював над VII й VIII томами «Історії Франції». У цей час у нього з'явився задум написати філософський трактат «Птах». У 1857 р. Мішле опублікував філософський роман «Кохання», а у 1859 р. — роман «Жінка». Обидва ці твори здобули велику популярність. Наприкінці 1862 р. Мішле написав публіцистичний твір «Відьма», в якому критикував існуючий у Франції режим і католицьку церкву. У 1865 р. історик завершив свою фундаментальну працю «Історія Франції».
В умовах загострення кризи ІІ імперії в 1869 р. Мішле створив два твори «Тиран» і «Терор», в яких передбачив швидку катастрофу імперії. Одночасно з цим він готував видання «Історії ХІХ століття». У жовтні 1870 р. Мішле написав брошуру «Франція зігнута перед Європою», в якій описав принижене становище Франції.
9 лютого 1874 Мішле помер від серцевого нападу в Гієрі. Похований на цвинтарі Пер-Лашез.

## Праці
- Principes de la philosophie de l'histoire de Vico (1827)
- Précis de l'histoire de France jusqu'à la Révolution (1833)
- Histoire de France (Tomes I et II [jusqu'à la date de 1270], 1833; tome III [jusqu'à la mort de Charles V], 1837; Tome IV [le règne de Charles VI], 1840; Tome V [Charles VII], 1841 (nouvelle préface en 1869); tome VI ["Louis XI et le Téméraire"], 1844) :
  - Hetzel : 5 томів
  - A. Lacroix (1876) : 19 томів
  - E. Flammarion (1893), dite «Édition définitive, revue et corrigée» : 16 volumes
  - Éditions Saint-Clair (années 60) : 18 томів
  - Équateurs (2008) : 17 томів: de la Gaule à Louis XVI, том 2: TABLEAU DE LA FRANCE
- Introduction à l'Histoire universelle (1831)
- Histoire de la Révolution française (tome I, 1847; tome II [1789-1791], 1847; tome III [1790-1791], 1849; tome IV [1792], 1850 ; tome V [1792-1793], 1851 ; tomes VI et VII [1793-1794], 1853)
- L'insecte (1857)
- La Sorcière (1862)
- La Mer (1861)
- La Femme (1859)
- L'Amour (1858)
- Le Peuple (1846)
- Des jésuites en collaboration avec Edgar Quinet (1843)
- Histoire de France au XVI. La Renaissance (1855)
- Histoire de France au XVIe siècle. Réforme (1855)
- L'Oiseau (1856), Les Bibliophiles de France [Архівовано 26 січня 2012 у Wayback Machine.] ont publié en 1952 une édition illustrée, avec des eaux-fortes d'André Jacquemin.
- Histoire de France au XVII. Guerres de religion (1856)
- Histoire de France au XVII. La Ligue (1856)
- Histoire de France au XVII. Henri IV et Richelieu (1857)
- Histoire de France au XVII. Richelieu et la Fronde (1858)
- Histoire de France au XVII. Louis XIV et la révocation de l'édit de Nantes (1860)
- Histoire de France au XVIII. Louis XIV et le duc de Bourgogne (1862)
- Histoire de France au XVIII. La Régence (1863)
- Bible de l'Humanité (1864)
- Histoire de France au XVIII. Louis XV (1866)
- Histoire de France au XVIII. Louis XV et Louis XVI (1867)
- La Montagne (1868)
- Nos Fils (1869)
- La France devant l'Europe (1871)
- Le Banquet (1879 [незакінчений, посмертна публ.])
- Les Soldats de la révolution (1878 [посмертно])
- Légendes démocratiques du Nord (1854; réédité comme La Pologne martyre en 1863)
- Du prêtre, de la femme et de l'humanité (1845)
- Pologne et Russie (1851)
- Le Peuple russe et le socialisme (1851)
- Les Femmes de la Révolution (1854)
- Le Procès des Templiers
- Histoire romaine: république
- Histoire du XIX
- Origine du droit français (1837)
- Mémoires de Luther écrit par lui-même (1835)
- Œuvres choisies de Vico (1835)
- Précis d'histoire moderne (1827)
- Tableau synchronique d'histoire moderne de 1453 à 1648 (1826)
- Tableau chronologique de l'histoire moderne de 1453 à 1739 (1825)
- Voyage en Angleterre (2005, Éditions Sulliver)